# Eucrosia mirabilis
Eucrosia mirabilis là một loài thực vật có hoa trong họ Amaryllidaceae. Loài này được (Baker) Traub mô tả khoa học đầu tiên năm 1966.